# Liste der Naturdenkmale in Waldenbuch
| Naturdenkmale | Anzahl |
| ------------- | ------ |
| FND           | 7      |
| END           | 21     |
| Gesamt        | 28     |

Die Liste der Naturdenkmale in Waldenbuch nennt die verordneten Naturdenkmale (ND) der im baden-württembergischen Landkreis Böblingen liegenden Stadt Waldenbuch. In Waldenbuch gibt es insgesamt 28 als Naturdenkmal geschützte Objekte, davon 7 flächenhafte Naturdenkmale (FND) und 21 Einzelgebilde-Naturdenkmale (END).
Stand: 1. November 2016.

## Flächenhafte Naturdenkmale (FND)
| Name                                               | Bild | Kennung     | Einzelheiten | Position | Fläche Hektar | Datum         |
| -------------------------------------------------- | ---- | ----------- | ------------ | -------- | ------------- | ------------- |
| Altholzbestand Wurstgürtel                         | BW   | 81150480012 | Waldenbuch   | ⊙        | 0,3           | 31. Aug. 1992 |
| Baumgruppe Ganswiese (6 Kast., 4 Linden, 1 Blutb.) | BW   | 81150480008 | Waldenbuch   | ⊙        | 0,2           | 31. Aug. 1992 |
| Baumgruppe Jungviehweide (6 Eichen, 2 Rotbuchen)   | BW   | 81150480023 | Waldenbuch   | ⊙        | 0,1           | 31. Aug. 1992 |
| Feuchtbiotop Feilbachtäle                          | BW   | 81150480001 | Waldenbuch   | ⊙        | 2,5           | 31. Aug. 1992 |
| Feuchtbiotop Greut                                 | BW   | 81150480027 | Waldenbuch   | ⊙        | 0,3           | 31. Aug. 1992 |
| Feuchtbiotop Greut/Seitenbach                      | BW   | 81150480019 | Waldenbuch   | ⊙        | 1,5           | 31. Aug. 1992 |
| Sandgrube Brühlwiesen                              | BW   | 81150480028 | Waldenbuch   | ⊙        | 0,4           | 31. Aug. 1992 |
| Legende für Naturdenkmal                           |      |             |              |          |               |               |

## Einzelgebilde (END)
| Name                                  | Bild | Kennung     | Einzelheiten                                           | Position | Fläche Hektar | Datum         |
| ------------------------------------- | ---- | ----------- | ------------------------------------------------------ | -------- | ------------- | ------------- |
| Blutbuche an der Aich                 | BW   | 81150480007 | Waldenbuch                                             | ⊙        | 0,0           | 31. Aug. 1992 |
| Eiche - Dreherinnen                   | BW   | 81150480024 | Waldenbuch                                             | ⊙        | 0,0           | 31. Aug. 1992 |
| Eiche am Panoramaweg                  | BW   | 81150480030 | Waldenbuch                                             | ⊙        | 0,0           | 31. Aug. 1992 |
| Eiche am Weilerberg                   | BW   | 81150480015 | Waldenbuch                                             | ⊙        | 0,0           | 31. Aug. 1992 |
| Eiche an der Bucknerstraße            | BW   | 81150480029 | Waldenbuch Nicht mehr in der LUBW-Datenbank vorhanden. | ⊙        | 0,0           | 31. Aug. 1992 |
| Eiche im Greut                        | BW   | 81150480018 | Waldenbuch                                             | ⊙        | 0,0           | 31. Aug. 1992 |
| Eiche im Kesslerhau                   | BW   | 81150480002 | Waldenbuch                                             | ⊙        | 0,0           | 31. Aug. 1992 |
| Eichengruppe Jungviehweide (3 Eichen) | BW   | 81150480025 | Waldenbuch                                             | ⊙        | 0,0           | 31. Aug. 1992 |
| Fichte am Oberen Tal                  |      | 81150480003 | Waldenbuch                                             | ???      | 0,0           | 31. Aug. 1992 |
| Friedenslinde 1918 am Ramsbergweg     | BW   | 81150480013 | Waldenbuch                                             | ⊙        | 0,0           | 31. Aug. 1992 |
| Linde am Dreieck                      | BW   | 81150480014 | Waldenbuch                                             | ⊙        | 0,0           | 31. Aug. 1992 |
| Linde am Hasenhof                     | BW   | 81150480009 | Waldenbuch                                             | ⊙        | 0,0           | 31. Aug. 1992 |
| Linde am Oberen Tal                   | BW   | 81150480005 | Waldenbuch                                             | ⊙        | 0,0           | 31. Aug. 1992 |
| Linde an der Kreuzsteinallee          | BW   | 81150480016 | Waldenbuch                                             | ⊙        | 0,0           | 31. Aug. 1992 |
| Rotbuche am Oberen Tal                | BW   | 81150480004 | Waldenbuch                                             | ⊙        | 0,0           | 31. Aug. 1992 |
| Schöne Eiche im Sulzrain              | BW   | 81150480010 | Waldenbuch                                             | ⊙        | 0,0           | 31. Aug. 1992 |
| Stieleiche-Dreherinnen                | BW   | 81150480026 | Waldenbuch                                             | ⊙        | 0,0           | 31. Aug. 1992 |
| Triebeiche am Betzenberg              | BW   | 81150480021 | Waldenbuch                                             | ⊙        | 0,0           | 31. Aug. 1992 |
| Wellingtonie am Betzenberg            |      | 81150480022 | Waldenbuch                                             | ⊙        | 0,0           | 31. Aug. 1992 |
| 2 Eichen bei der Herzog-Karl-Allee    | BW   | 81150480017 | Waldenbuch                                             | ⊙        | 0,0           | 31. Aug. 1992 |
| 2 Kastanien im Schlosshof             |      | 81150480006 | Waldenbuch                                             | ⊙        | 0,0           | 31. Aug. 1992 |
| Legende für Naturdenkmal              |      |             |                                                        |          |               |               |